# Lehendakari
|  | Aquest article tracta sobre el cap de govern del País Basc. Vegeu-ne altres significats a « President del Govern de Navarra». |

Lehendakari o Lendakari (en català, primer responsable), oficialment Eusko Jaurlaritzako Lehendakaria (en català, President del Govern Basc), és el president de la Comunitat Autònoma Basca.
L'Estatut d'Autonomia del País Basc anomena en castellà, indistintament, "presidente" o "lehendakari" al cap de govern de l'executiu basc.
El nom de Lehendakari no és exclusiu del president del País Basc ja que, oficialment, són denominats "Lehendakari" el president del Parlament Basc i la presidenta del Govern de Navarra, així com el president del parlament navarrès.
La seu de la presidència del Govern Basc es troba al barri de Mendizorrotza (Gasteiz), al igual que la seua residència oficial, el Palau d'Ajuria Enea. Des de l'any 2024 la presidència del País Basc recau sobre Imanol Pradales Gil (PNB).

## Lehendakari
Amb anterioritat a l'establiment de l'ortografia de l'euskera als anys 70, la denominació emprada era Euzko Jaurlaritzaren lendakari. No es pot assegurar amb plena certessa que la paraula "lendakari" sigui un neologisme atenent als resultats de diversos estudis sobre els neologismes bascos. Tot i així, es creu que el terme va ser creat per membres del Partit Nacionalista Basc, provinent de les paraules lehendabizikoa (el primer) y -ari (sufix per la creació d'oficis).
Les denominacions genèriques en basc per "president/a" son "presidente (a)" o lehendakari (a), mentre que per referir-se al "govern", la denominació genèrica és gobernu (a). El neologisme Jaurlaritza es reserva en èuscar pel Govern Basc.

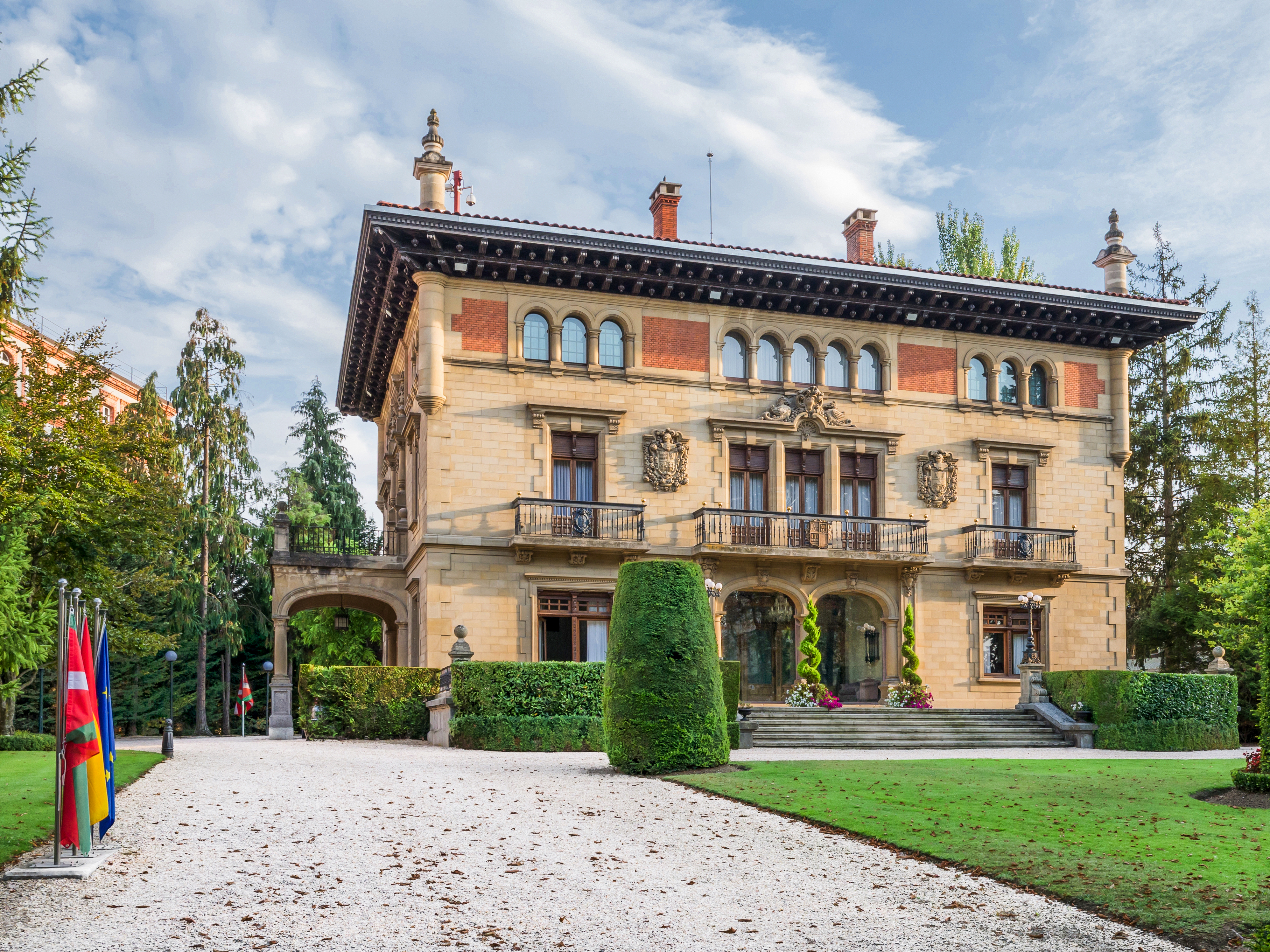
Palau d'Ajuria Enea, residencia oficial del lehendakari basc. (Gasteiz, Àlaba)

En basc el terme lehendakari ha sigut utilitzat, des de la seua creació com un sinònim pur de "president", paraula amb la qual s'intercanvia indistintament per denominar a qualsevol persona que encapçali qualsevol tipus d'òrgan de govern públic o privat. Per exemple, a més del president del Govern basc, també és lehendakari la persona que ostenti la presidència del Govern de Navarra (Nafarroako Gobernuaren lehendakari), el president del parlament (tant el basc com el navarrès), el president d'un club esportiu o una associació, el president d'una mesa de contratació, el president d'un consell i el president del consell d'administració d'una empresa,.

## Estatut personal del Lehendakari
El Lehendakari és posseïdor d'una sèrie de drets i obligacions propis i diferenciats durant el seu mandat, recollits a l'Estatut persional del Lehendakari.

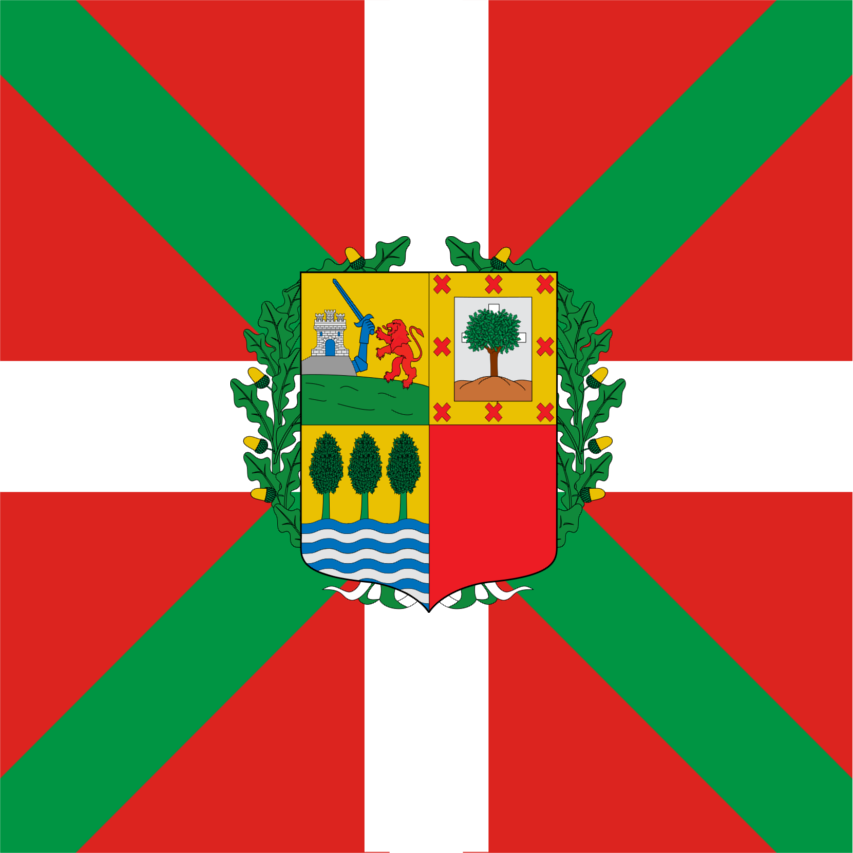
Estendard presidencial del Lehendakari.

| «                                                                                         | Article 1. El Lehendakari ostenta la suprema representació del poble basc o Euskal Herria constituït en comunitat autònoma, així com la representació ordinària de l'Estat al territori de la citada comunitat, i asumeix la presidència i la direcció del Govern, d'acord amb el que es preveu a l'Estatut d'Autonomia, la present llei i la resta de l'ordenament jurídic. Article 2. El Lehendakari, a raó del seu càrrec, té dret a: 1. Rebre el tractament d'Exel·lència. 2. Utilitzar la bandera del País Basc, com estendard. 3. Ocupar la residència que oficialment s'estableixi, amb el personal, serveis i dotació corresponent a la seva categoria. 4. Percebre els sous i despeses de representació de la seva alta jerarquia amb càrrec sobre els Pressupostos Generals de la comunitat autònoma. 5. Que li Siguin rendits els honors que en raó a la dignitat del seu càrrec li corresponguin, d'acord amb el que estableixin les normes vigents en la matèria o que en el seu dia s'acordin per la comunitat autònoma. | » |
| — Llei 7/1981, de 30 de juny, sobre Llei de Govern. De l'estatut personal del Lehendakari | |   |

## Llista de presidents

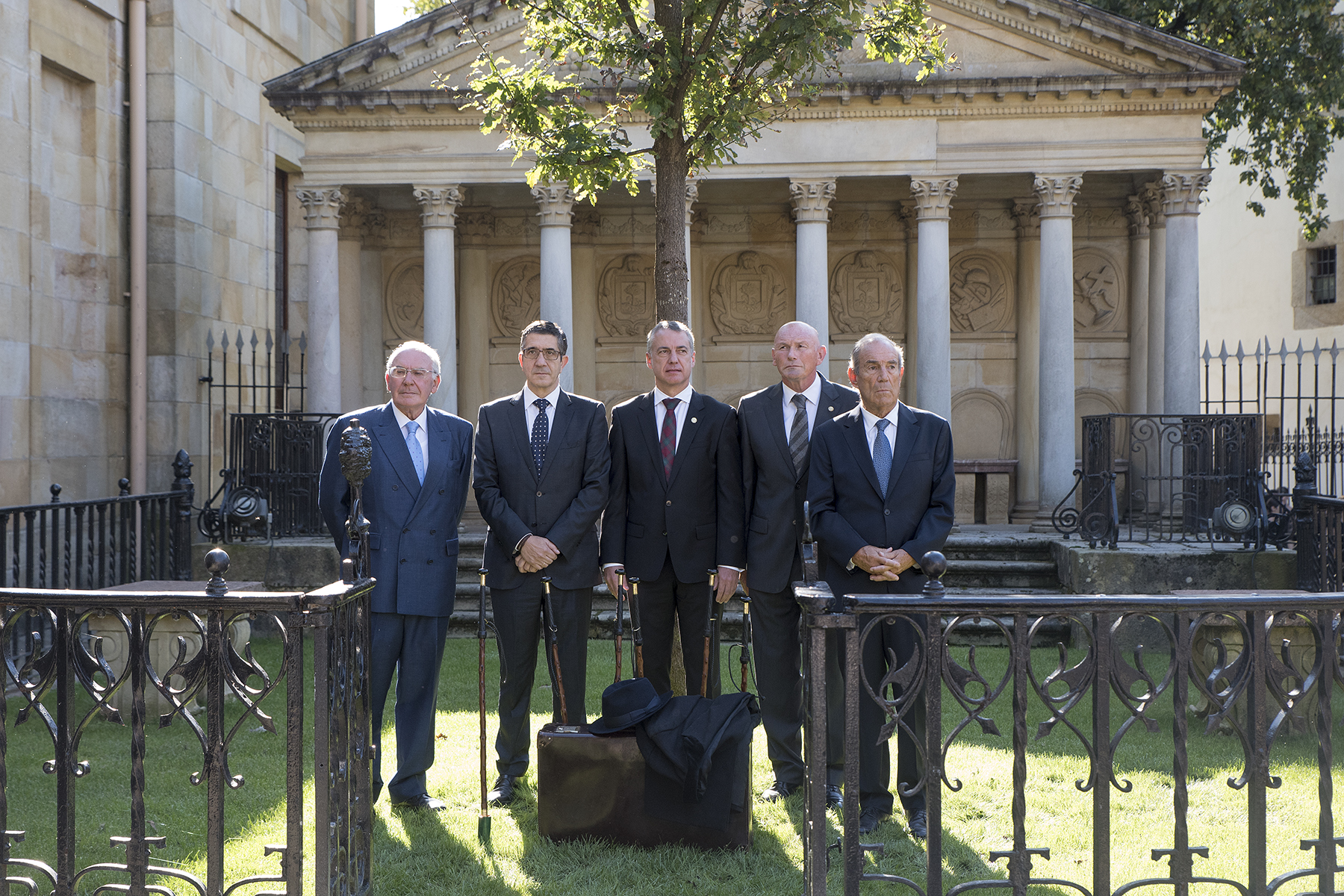
Els cinc lehendakaris vius el 2016 (Ardanza, López, Urkullu, Ibarretxe i Garaikoetxea) celebraven el 80è aniversari del primer govern basc.

José Antonio Aguirre fou el primer Lehendakari de la Regió Autònoma del País Basc, nomenat en plena Guerra Civil. Després de la victòria del bàndol feixista dirigit per Franco, el nou dictador va suspendre l'estatut d'autonomia de 1936, així com els concerts econòmics de Biscaia i Guipúscoa, per considerar-les «províncies traïdores». No obstant això, sí que va mantenir règims econòmics similars a Àlaba i Navarra. Tant Aguirre com Leizaola van utilitzar el títol de Lehendakari, mentre que Ramón Rubial va ser conegut com a president del Consell General Basc. A partir de Garaikoetxea s'ha utilitzat la forma Lehendakari tant en basc com en castellà.
| #                                | Legislatura | Lehendakari                     | Lehendakari                   | Inici mandat           | Fi mandat              | Partit polític | Partit polític                                  |
| -------------------------------- | ----------- | ------------------------------- | ----------------------------- | ---------------------- | ---------------------- | -------------- | ----------------------------------------------- |
| Govern d'Euskadi (1936-1980)     |             |                                 |                               |                        |                        |                |                                                 |
| 1                                |             |                                 | José Antonio Aguirre i Lecube | 7 d'octubre de 1936    | 22 de març de 1960     |                | Partit Nacionalista Basc                        |
| 2                                |             | Jesús María de Leizaola Sánchez | 22 de març de 1960            | 16 de desembre de 1979 |                        |                | Partit Nacionalista Basc                        |
| Consell General Basc (1978-1980) |             |                                 |                               |                        |                        |                |                                                 |
| 3                                | -           |                                 | Ramón Rubial Cavia            | 17 de febrer de 1978   | 9 de juny de 1979      |                | Partit Socialista d'Euskadi - Euskadiko Ezkerra |
| 4                                | -           |                                 | Carlos Garaikoetxea Urriza    | 9 de juny de 1979      | 30 d'abril de 1980     |                | Partit Nacionalista Basc                        |
| Govern Basc (1980-)              |             |                                 |                               |                        |                        |                |                                                 |
| -                                | I           |                                 | Carlos Garaikoetxea Urriza    | 30 d'abril de 1980     | 2 de maig de 1985      |                | Partit Nacionalista Basc                        |
| -                                | II          |                                 | Carlos Garaikoetxea Urriza    | 30 d'abril de 1980     | 2 de maig de 1985      |                | Partit Nacionalista Basc                        |
| 5                                |             | José Antonio Ardanza Garro      | 2 de maig de 1985             | 2 de gener de 1999     |                        |                | Partit Nacionalista Basc                        |
| 5                                | III         | José Antonio Ardanza Garro      | 2 de maig de 1985             | 2 de gener de 1999     |                        |                | Partit Nacionalista Basc                        |
| 5                                | IV          | José Antonio Ardanza Garro      | 2 de maig de 1985             | 2 de gener de 1999     |                        |                | Partit Nacionalista Basc                        |
| 5                                | V           | José Antonio Ardanza Garro      | 2 de maig de 1985             | 2 de gener de 1999     |                        |                | Partit Nacionalista Basc                        |
| 6                                | VI          |                                 | Juan José Ibarretxe Markuartu | 2 de gener de 1999     | 7 de maig de 2009      |                | Partit Nacionalista Basc                        |
| 6                                | VII         |                                 | Juan José Ibarretxe Markuartu | 2 de gener de 1999     | 7 de maig de 2009      |                | Partit Nacionalista Basc                        |
| 6                                | VIII        |                                 | Juan José Ibarretxe Markuartu | 2 de gener de 1999     | 7 de maig de 2009      |                | Partit Nacionalista Basc                        |
| 7                                | IX          |                                 | Patxi López Álvarez           | 7 de maig de 2009      | 15 de desembre de 2012 |                | Partit Socialista d'Euskadi - Euskadiko Ezkerra |
| 8                                | X           |                                 | Iñigo Urkullu Renteria        | 15 de desembre de 2012 | 20 de juny de 2024     |                | Partit Nacionalista Basc                        |
| 8                                | XI          |                                 | Iñigo Urkullu Renteria        | 15 de desembre de 2012 | 20 de juny de 2024     |                | Partit Nacionalista Basc                        |
| 8                                | XII         |                                 | Iñigo Urkullu Renteria        | 15 de desembre de 2012 | 20 de juny de 2024     |                | Partit Nacionalista Basc                        |
| 9                                | XIII        |                                 | Imanol Pradales               | 20 de juny de 2024     | "En el càrrec"         |                | Partit Nacionalista Basc                        |